# Neobisium brevimanum
Pour les articles homonymes, voir Blothrus brevimanus.
Espèce
Synonymes
- Blothrus brevimanus Frivaldsky, 1865

Neobisium brevimanum est une espèce de pseudoscorpions de la famille des Neobisiidae.

## Distribution
Cette espèce se rencontre dans les Carpates.

## Systématique et taxinomie
Cette espèce a été décrite sous le protonyme Blothrus brevimanus par Frivaldsky en 1865. Elle est placée dans le genre Neobisium par Beier en 1932.